# Ministère du Logement (Espagne)
Pour les articles homonymes, voir Ministère du Logement.
Le ministère du Logement et des Programmes urbains (en espagnol : Ministerio de Vivienda y Agenda Urbana) est le département ministériel responsable de l'accès au logement, de l'urbanisme et du foncier en Espagne.
Il est dirigé, depuis le 21 novembre 2023, par la socialiste Isabel Rodríguez.

## Missions

### Fonctions
Le ministère du Logement est responsable de la proposition et de la mise en œuvre des politiques gouvernementales dans les domaines du logement, de l'urbanisme, de la qualité des constructions et du foncier.

### Organisation
Le ministère du Logement et des Programmes urbains s'organise de la manière suivante, :
- ministre du Logement et des Programmes urbains
  - secrétariat d'État au Logement et aux Programmes urbains
    - secrétariat général des Programmes urbaines, du Logement et de l'Architecture
      - direction générale des Programmes urbains et de l'Architecture
      - direction générale du Logement et du Foncier
      - direction générale de la Planification et de l'Évaluation

  - sous-secrétariat du Logement et des Programmes urbains
    - secrétariat général technique

## Histoire
Créé pour la première fois en 1957 par Francisco Franco, le ministère du Logement (Ministerio de Vivienda) rassemblait des compétences alors réparties entre le ministère de l'Intérieur (Ministerio de Gobernación) et le ministère du Travail (Ministerio de Trabajo).
À la suite des élections constituantes de 1977, le président du gouvernement, Adolfo Suárez, procède à une réorganisation ministérielle qui conduit à intégrer la structure du ministère du Logement dans celle du nouveau ministère des Travaux publics et de l'Urbanisme (Ministerio de Obras Públicas y Urbanismo).
En 1993, la politique du logement est réunie à celle de la protection de l'environnement dans un secrétariat d'État dépendant du ministère des Travaux publics, des Transports et de l'Environnement (Ministerio de Obras Públicas, Transportes y Medio Ambiente), puis en est séparée en 1996, lors de la formation du ministère de l'Équipement (Ministerio de Fomento). Lors d'une réforme de la structure du ministère, en 2000, la politique du logement se trouve associée à celle des routes, sous la dépendance du secrétariat d'État aux Infrastructures.
Lors de l'arrivée au pouvoir de José Luis Rodríguez Zapatero, celui-ci annonce la création d'un nouveau ministère du Logement (Ministerio de Vivienda) alors que le pays connaît une bulle immobilière et que les jeunes ont des difficultés pour se loger. Le ministère instaure notamment des aides au paiement de la caution ou du loyer, afin de faciliter l'accès au logement. Le ministère est finalement supprimé lors du remaniement ministériel du 20 octobre 2010.
Le ministère est rétabli, avec la compétence sur l'urbanisme, lors de la formation du gouvernement Sánchez III en novembre 2023, par ségrégation du ministère des Transports, des Mobilités et des Programmes urbains.

## Titulaires
| Ministre                                                           | Ministre | Ministre               | Dates du mandat | Dates du mandat | Parti | Gouvernement(s) |
| ------------------------------------------------------------------ | -------- | ---------------------- | --------------- | --------------- | ----- | --------------- |
|                                                                    |          | María Antonia Trujillo | 18/04/2004      | 09/07/2007      | PSOE  | Zapatero I      |
|                                                                    |          | Carme Chacón           | 09/07/2007      | 14/04/2008      | PSC   | Zapatero I      |
|                                                                    |          | Beatriz Corredor       | 14/04/2008      | 21/10/2010      | PSOE  | Zapatero II     |
|                                                                    |          |                        |                 |                 |       |                 |
|                                                                    |          | Isabel Rodríguez       | 21/11/2023      |                 | PSOE  | Sánchez III     |
| Titres successifs : - Depuis 2023 : Logement et Programmes urbains |          |                        |                 |                 |       |                 |